# Pierre-la-Treiche
Pierre-la-Treiche é uma comuna francesa na região administrativa de Grande Leste, no departamento de Meurthe-et-Moselle. Estende-se por uma área de 12,85 km². Em 2010 a comuna tinha 492 habitantes (densidade: 38,3 hab./km²).